# Vexations
Vexations és una obra per a piano composta per Erik Satie el 1893. Al principi de la partitura el compositor va escriure aquesta nota:
«Per tocar-se 840 vegades seguides aquest motiu, serà bo preparar-se prèviament, i en el silenci més gran, per immobilitats serioses»
L'obra (de forma A - A1 - A - A2) és una repetició d'un motiu únic A i les seves harmonitzacions A1, A2 tocades 840 vegades seguides sense parar. El tempo es llegeix Molt lent sense indicació metronòmica. L'execució completa de l'obra pot variar entre catorze i vint-i-quatre hores, segons el tempo adoptat per o pels intèrprets.
El compositor americà John Cage (1912 - 1992) va ser el primer a iniciar una interpretació integral de l'obra, deu pianistes rellevant-se per tocar-la durant més de 18 hores, el 1963 a Nova York. L'obra exercitarà sobre els minimalistes un cert atractiu, amb execucions en les quals participarà Meredith Monk el 1966, o Gavin Bryars i Christopher Hobbs a Leicester el 1971.
La primera execució integral a Europa per un sol pianista, Thomas Bloch (més conegut per ser un intèrpret especialista de les ones Martenot, de l'harmònica de vidre i del cristal Baschet, va tenir lloc el juny de 1984, a la Galeria d'art Jade a Colmar (França). Va durar 24 hores (de migdia al migdia). El mateix pianista va reinterpretar les Vexations al petit estudi on va viure Erik Satie, carrer Cortot (Montmartre), a París, el 21 de juny de 1985 (de mitjanit a mitjanit), en la invitació de la Fundació Erik Satie i de la seva presidenta, Ornella Volta. El va interpretar encara integralment, sempre durant 24 hores, en el moment del Holland Festival a Amsterdam, el 1988, a l'American Hotel, en presència de John Cage a qui el Festival era consagrat aquell any.
Entre les interpretacions integrals més recents, cal citar sobretot la interpretada a la Ciutat de la música el 8 de febrer de 2009 entre les 8 hores i 3 h 15 del matí, per 21 pianistes succeint-se al costat d'Alexandre Tharaud.